# Esteban VIII
Esteban VIII o IX (n.Alemania; (¿?)-f. Roma; octubre de 942). Papa 127.º de la Iglesia católica de 939 a 942.
Fue elegido papa, al igual que su predecesor, por disposición del príncipe y senador romano Alberico II quien, al igual que su madre Marozia, sometió durante décadas a los papas elegidos bajo su mandato.
Durante su pontificado, en 940, intervino en el enfrentamiento que en Francia tenía lugar entre el conde Hugo de París y el rey Luis IV de Ultramar, poniéndose a lado de este y amenazando con excomulgar a los franceses y borgoñones que no le prestaran obediencia.
Según ciertas fuentes poco fiables habría sido objeto de una conspiración, en el curso de la cual le habrían cortado la nariz.